# Garra

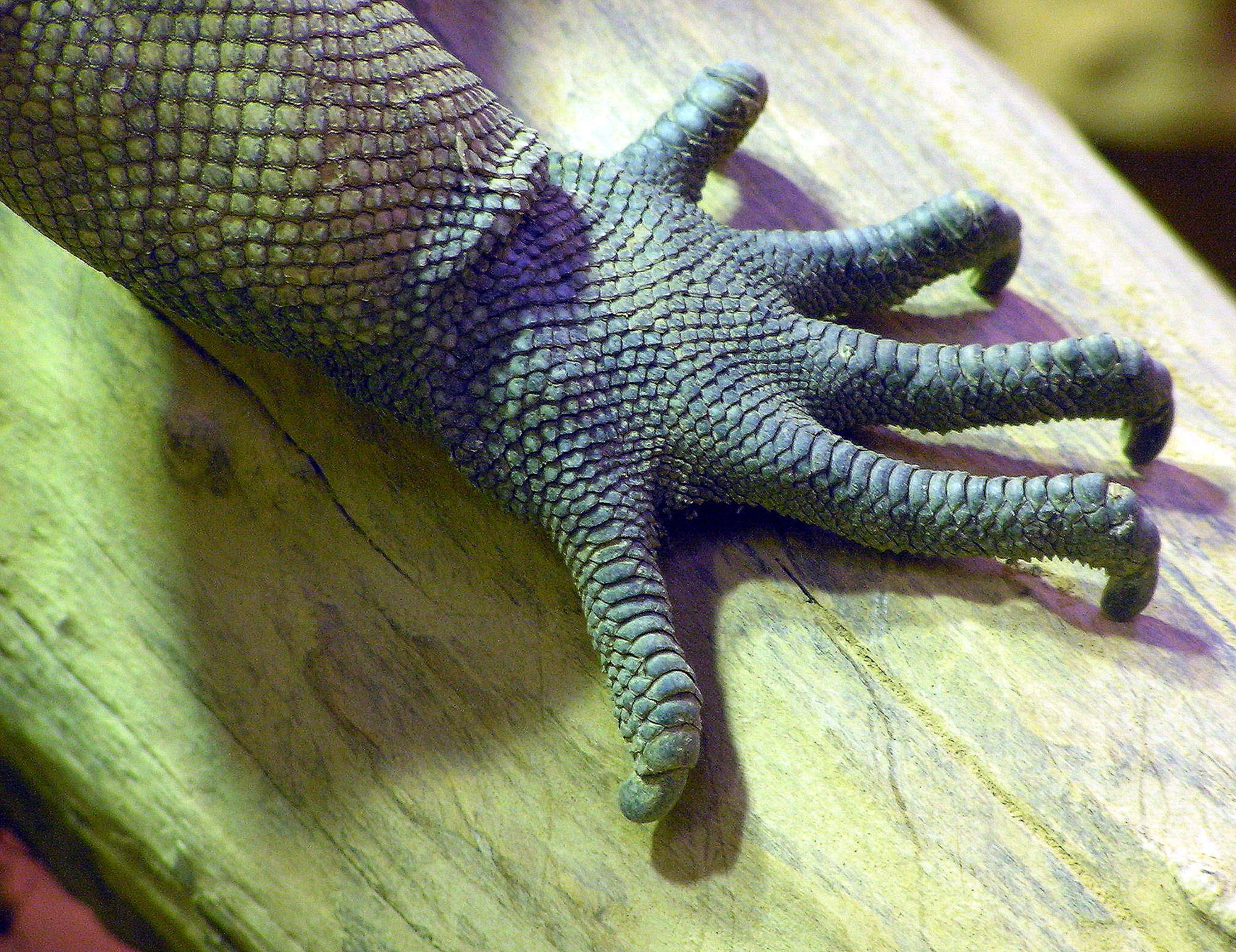
Garra de una iguana

Las garras (también zarpa) son las manos o pies provistos de uñas largas y afiladas (llamadas garfas) que presentan algunos vertebrados, en especial las aves, los reptiles y varios órdenes de mamíferos, como Carnivora, Insectivora, Rodentia, Lagomorpha, Chiroptera y Edentata. Está adaptada para ayudar en la presa, permitiendo un agarre preciso y firme en los predadores, y ayudando también a cavar y escalar; estudios morfogenéticos indican que la uña larga y afilada es la forma más antigua de uña presente entre los vertebrados, siendo la forma plana típica en los humanos o el casco de los artiodáctilos modificaciones evolutivas. Cuando los dedos de una garra no se mueven individualmente unos respecto de los otros, como en los felinos, se usa también el término zarpa.

## Etimología
Lo más probable es que derive del latín vulgar garra, que la habría tomado del galo garra, a su vez del protocelta garrā  utilizado para referirse a la parte distal de la pierna. Compárese con el occitano o el catalán garra con el mismo significado. Con el significado de pierna, la encontramos en la mayoría de lenguas celtas. También se ha propuesto que deriva del antiguo alto alemán harfam, del celta gar o garra o de las palabras castellanas desgarrar o garfa.

## Morfología
Las uñas de las garras constan internamente de dos capas; el subunguis, el tejido interno, cuyo grano es paralelo a la dirección de crecimiento a partir de la matriz ungular, y el unguis, un tejido queratinoso y duro formado por fibras cuyo grano corre perpendicular a la dirección de crecimiento. Al crecer el unguis más velozmente, la garra se ahusa hacia el extremo, adoptando la forma puntiaguda típica.
Los felinos —con alguna excepción, especialmente los guepardos (Acinonyx jubatus), los gatos turón (Prionailurus planiceps) y los gatos pescadores (Prionailurus viverrinus)— se caracterizan por poseer garras con uñas retráctiles. En estado de reposo, las uñas permanecen alojadas en una funda de tejido epitelial junto a los dedos; la forma de las falanges medial y distal, y la excepcional resistencia del ligamento elástico dorsal permiten a los felinos moverse con soltura y flexionar libremente la muñeca y los dedos sin que por ello la uña abandone su posición de reposo. Es necesaria la contracción del flexor y el extensor del antebrazo para producir la extensión de la uña, utilizada sobre todo para efectuar la presa sobre las víctimas.